# Maksymilian Jankowski

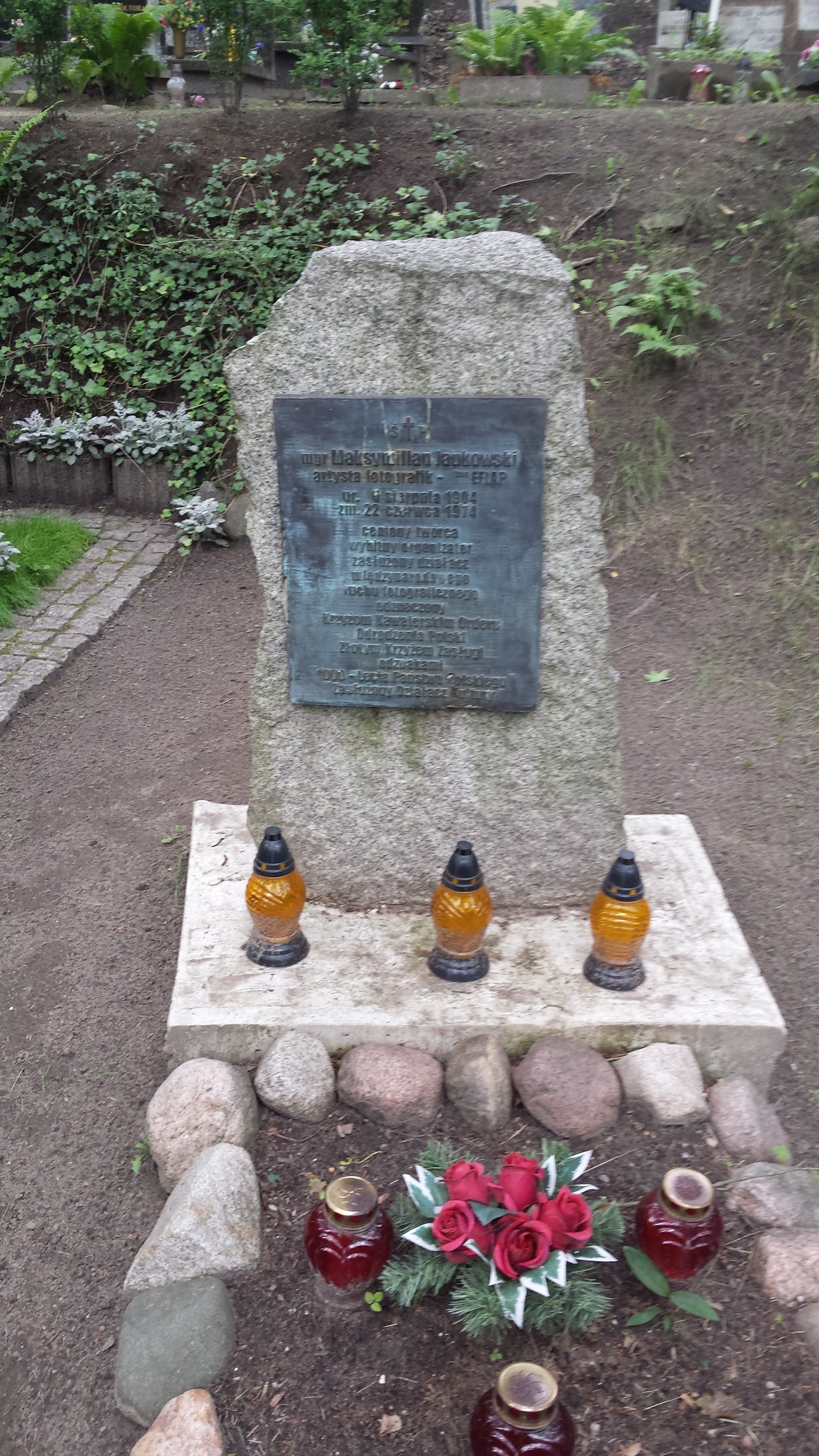
Grób Maksymiliana Jankowskiego na Cmentarzu Srebrzysko w Gdańsku

Maksymilian Jankowski (ur. 6 sierpnia 1904, zm. 22 czerwca 1974 w Gdańsku) – polski artysta fotograf, uhonorowany tytułem Honorary Excellence FIAP (HonEFIAP). Członek honorowy Związku Polskich Artystów Fotografików. Członek Gdańskiego Towarzystwa Fotograficznego.

## Życiorys
Maksymilian Jankowski w 1938 roku został absolwentem Szkoły Głównej Handlowej w Warszawie. Jedne z pierwszych fotografii artysty pochodzą z lat 1932–1935 (Żniwa, Grabie). Po 1945 roku zamieszkał na Wybrzeżu, gdzie w 1947 roku został członkiem Gdańskiego Towarzystwa Fotograficznego. W 1948 roku był współorganizatorem Ogólnopolskiej Wystawy Fotografii Artystycznej i Amatorskiej w Sopocie oraz (w 1949 roku) Ogólnopolskiej Wystawy Fotografii Krajoznawczej w Sopocie. W 1951 roku został przyjęty w poczet członków Związku Polskich Artystów Fotografików (legitymacja nr 112), gdzie od 1961 roku był prezesem Okręgu Gdańskiego ZPAF. W latach późniejszych został członkiem honorowym ZPAF. 
W latach 1963–1969 był jednym ze współorganizatorów Biennale Fotografii Artystycznej Krajów Nadbałtyckich. 
W uznaniu za twórczość i zaangażowanie na niwie działalności fotograficznej został uhonorowany tytułem Honorary Excellence FIAP (HonEFIAP), nadanym przez Międzynarodową Federację Sztuki Fotograficznej FIAP.
Pochowany w Alei Zasłużonych na Cmentarzu Srebrzysko w Gdańsku (sektor II).

## Odznaczenia
- Krzyż Kawalerski Orderu Odrodzenia Polski[1];